# Jeff Fisher
Jeffrey Michael Fisher (* 25. Februar 1958 in Culver City, Kalifornien) ist ein ehemaliger US-amerikanischer American-Football-Trainer und -Spieler. Fisher war zuletzt Head Coach bei den Los Angeles Rams in der National Football League (NFL). Zuvor war er 17 Jahre Trainer der Tennessee Titans.

## Frühe Jahre
Fisher ging im Stadtteil Woodland Hills der Stadt Los Angeles auf die Highschool. Später besuchte er die University of Southern California.

## Karriere als Spieler
Im NFL-Draft 1981 wurde Fisher von den Chicago Bears in der siebten Runde an 177. Stelle ausgewählt. Er spielte als Cornerback und als Punt Returner. In der Saison 1983 brach er sich im Spiel gegen die Philadelphia Eagles das Bein. 1985 gewann er mit den Bears den Super Bowl XX mit 46:10 gegen die New England Patriots. Fisher verbrachte jedoch die gesamte Saison auf Grund einer Knöchelverletzung auf der Injured Reserve List.

## Karriere als Trainer

### Assistenztrainer
Während seiner Zeit auf der Injured Reserve List 1985 assistierte er Buddy Ryan, dem Defensive Coordinator der Bears. Nach dem Super-Bowl-Sieg wurde Ryan Head Coach der Philadelphia Eagles. Er heuerte Fisher als Defensive Backs Coach bei den Eagles an. Ab 1989 arbeitete er sich zum Defensive Coordinator hoch. In seiner ersten Saison al Defensive Coordinator waren die Eagles das Beste Team in Interceptions (30) und Sacks (62). Zur Saison 1991 wechselte er zu den Los Angeles Rams, ein Jahr später zu den San Francisco 49ers als Defensive Backs Coach. Für das Jahr 1994 wurde Fisher erneut ein Job als Defensive Coordinator angeboten. Er unterschrieb einen Vertrag bei den Houston Oilers. Der Head Coach der Oilers, Jack Pardee, wurde während der Saison entlassen und Fisher wurde zum Interims Head Coach gewählt.

### Head Coach

#### Houston Oilers/Tennessee Oilers/Tennessee Titans
Nach der 1994er Saison stieg Fisher zum Head Coach der Houston Oilers auf. Im NFL-Draft 1995 wählten die Oilers in der ersten Runde Quarterback Steve McNair aus. In seiner ersten Saison als Head Coach erreichte Fisher sieben Siege und neun Niederlagen, in seiner zweiten acht siege und acht Niederlagen. Die Oilers zugen um nach Nashville, Tennessee. In den zwei Jahren mit den Tennessee Oilers erreichte er ein 16-zu16-Bilanz. Zur Saison 1999 nannte sich das Franchise in Tennessee Titans um. In dieser Saison erreichte er mit den Titans den Super Bowl XXXIV, unter anderem auf Grund eines Sieges gegen die Buffalo Bills, was als Music City Miracle in die Geschichte einging. Der Super Bowl wurde mit 23:16 gegen die St. Louis Rams verloren. Im letzten Drive der Titans wurde Wide Receiver Kevin Dyson nach einem Pass von Steve McNair mit einem Tackle an der 1-Yard-Linie zu Fall gebracht und somit der wahrscheinliche Ausgleich verhindert. Dieses Ereignis ist heute noch als „The Tackle“ vielen Footballfans bekannt.
Danach erreichte Fisher noch fünf Mal mit den Titans die Playoffs, jedoch nie wieder einen Super Bowl. Er blieb 17 Saisons bei den Titans und erreichte eine Bilanz von 142 Siegen zu 120 Niederlagen.

#### St. Louis Rams/Los Angeles Rams
Am 13. Januar 2012 unterschrieb Fisher einen Vertrag bei den St. Louis Rams. Zur Saison 2016 zog er mit den Rams nach Los Angeles um. Noch während seiner ersten Saison in LA wurde er entlassen. In den fünf Jahren bei den Rams erreichte er nie die Playoffs mit einer Bilanz von 31 Siegen zu 45 Niederlagen.

#### Michigan Panthers (USFL)
In der Saison 2022 kehrte Fisher in den Profi-Football zurück. Er wurde Head Coach der Michigan Panthers in der neuen  United States Football League.

### Arena Football League
Fisher engagierte sich für die Wiedergründung der Nashville Kats in der 2024 wieder gestarteten Arena Football League. Er wurde deren President of Football Operations. Nach chaotischem Start der Liga wurde Fisher Interims-Commissioner der Liga.

## Persönliches
Jeff Fisher hat drei Kinder.